# Opius piloralis
Opius piloralis är en stekelart som beskrevs av Fischer 1989. Opius piloralis ingår i släktet Opius och familjen bracksteklar. Inga underarter finns listade i Catalogue of Life.